# Rotbeinige Furchenbiene
Die Rotbeinige Furchenbiene (Halictus rubicundus) ist eine Wildbiene der Familie Halictidae.

## Merkmale
Die Bienen sind ca. 8 bis 11 mm lang, die Weibchen können durch die rotbraun behaarte Brust, die schmalen weißen Hinterleibsbinden und rotgelb gefärbten Hinterbeine auch im Gelände erkannt werden. Die Männchen können nur durch genauere Untersuchungen bestimmt werden.

## Verbreitung
Die Art ist sehr weit verbreitet: in ganz Mitteleuropa (gemäßigtes Eurasien, von Portugal und Marokko bis Kamtschatka) und Nordamerika (von Alaska bis Nova Scotia und südwärts bis Arizona, Texas und Florida). Halictus rubicundus und H. confusus sind die einzigen Arten der Gattung, die in der Alten und in der Neuen Welt zu finden sind.

## Lebensweise
Die begatteten Weibchen überwintern und erscheinen Anfang April. Sie nisten dann teils einzeln, teils in kleinen Kolonien in selbst gegrabenen Nestern im Boden. Manchmal sind die Nester in Steilwänden, aber auch an schütter bewachsenen Stellen. Teilweise erzeugt die Nestgründerin auch Arbeiterinnen-Brut. Die Eingänge zu den Nestern werden bewacht. Ab Ende Juli fliegen Männchen und junge Weibchen. Die Männchen patrouillieren an Pflanzen in der Nähe der Kolonie auf der Suche nach Weibchen. Die Weibchen sind polylektisch, d. h. sie sammeln Pollen von verschiedenen Pflanzen als Larvenfutter. Die Männchen sterben im Herbst, die Weibchen überwintern außerhalb der Kolonie. Bei wärmerem Klima kann die Art auch zwei Generationen im Jahr ausbilden.
Parasiten: Sphecodes gibbus ist als Kuckucksbiene bekannt.